# Jatukái (aúl)
Jatukái (en ruso: Хатука́й; en adigué: Хьатикъуай) es un aúl del raión de Krasnogvardéiskoye, en la república de Adiguesia, en Rusia. Está situado en la orilla izquierda del río Labá, en la confluencia de este río con el Kubán, frente a Ust-Labinsk (krai de Krasnodar),10 km al nordeste de Krasnogvardéiskoye y 73 km al noroeste de Maikop, la capital de la república, próximo, por tanto, al extremo este del embalse de Krasnodar. Contaba con 4 911 habitantes en 2010
Es cabeza del municipio Jatukáiskoye, al que pertenecen asimismo Vodni, Lesnói, Náberezhni y Svobodni.

## Historia
El nombre del aúl deriva del de la subetnia jatukayevtsami (jatukái) dentro de los adigué. En 1851 o 1859 algunos adigué de esta subetnia se trasladaron de las montañas bajas a la desembocadura del Labá, así como shapsug desde las zonas costeras. En el año 2002 el aúl fue inundado por completo, al abrirse las compuertas del embalse de Stávropol. El río Labá no llegaba al Kubán, quedando el agua estancada durante un mes. Parte considerable de las casas eran de adobe, por lo que el área quedó devastada y las labores de reconstrucción se hicieron con presupuesto federal y parte del personal del presidente de la república de Adiguesia Hazret Sovmen.

## Economía y transporte
El sector principal de la economía de Jatukái es la agricultura. Muchos habitantes trabajan en el vecino Ust-Labinsk, situado en la orilla opuesta del Kubán, al que se llega en autobús urbano.

## Nacionalidades
De los 4 535 habitantes con que contaba en 2002, el 65.6 % era de etnia rusa, el 20.4 % era de etnia adigué, el 1.6 % era de etnia ucraniana y el 0.5 % de etnia armenia.

## Personalidades
- Asker Yevtyj (1915-1999, escritor soviético adigué.
- Liolia Boguzokova (1919-1951), primera mujer piloto soviética adigué, nacida en Lashkukái,[4] vivió en Jatukái.